# Le Champ-près-Froges
Le Champ-près-Froges là một xã thuộc tỉnh Isère, vùng Rhône-Alpes đông nam nước Pháp. Xã này nằm ở khu vực có độ cao trung bình 320 mét trên mực nước biển.